# Kritios-Knabe

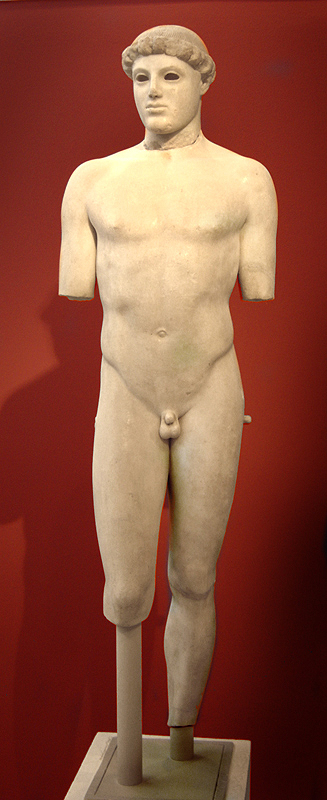
Der Kritios-Knabe

Der sogenannte Kritios-Knabe wurde in mehreren Teilen 1866 und 1888 bei Ausgrabungen auf der Akropolis in Athen gefunden. Die Skulptur wurde früher der Werkstatt der Bildhauer Kritios und Nesiotes zugeschrieben, die auch die Skulpturengruppe der Tyrannenmörder geschaffen haben. Aus dieser Zeit stammt ihr wissenschaftlicher Name. Die 1,17 Meter hohe Marmorstatue befindet sich unter der Inventarnummer 698 im Akropolismuseum von Athen. 

## Fundumstände
Der Torso wurde Ende 1865 oder früh im Jahr 1866 als Teil des sogenannten Perserschutts gefunden. Während dieser Ausgrabungen wurden unter anderem auch der Kalbträger und die Angelitos-Athena ausgegraben. Allerdings kamen im gleichen Fundzusammenhang auch Statuenfragmente zutage, die erst nach den Verwüstungen der Perser entstanden sein können. Der zugehörige Kopf wurde erst 1888 bei den Grabungskampagnen unter der Leitung von Panagiotis Kavvadias und Georg Kawerau entdeckt, in einem Fundzusammenhang, zu dem die Ausgräber festhielten, dass er nicht wie Perserschutt wirkte. Ein zuvor mit dem Torso verbundener und aus dessen Fundkomplex stammender Kopf (Akropolismuseum Inv. 699) wurde daraufhin wieder entfernt, der anpassende Kopf des Knaben mit dem Torso verbunden.

## Rekonstruktion
Die Bruchränder zwischen Torso und Hals weisen ringsumlaufende Lücken auf. Daher wurde immer wieder die Meinung geäußert, der Kopf sei einer bereits in der Antike durchgeführten Restaurierung zu verdanken und würde eine andere Zeitstellung als der Torso vertreten. Im Jahr 1987 wurden daher Kopf und Torso noch einmal getrennt und gesondert untersucht, insbesondere hinsichtlich der Frage, wie und wo beide anpassen. Als Ergebnis konnte festgestellt werden, dass es eine Position gibt, in welcher der Kopf in den Körper „einrastet“ und die inneren Bruchflächen sich passgenau ineinander fügen. Demgegenüber gibt es keine Hinweise und Arbeitsspuren, welche die Annahme einer nachträglichen Einpassung des Kopfes und somit einer antiken Reparatur rechtfertigen. Die Zusammengehörigkeit und Gleichzeitigkeit von Kopf und Torso gilt seither als erwiesen.
Neben Torso und Kopf gehören drei weitere Teile zur Statue und wurden wieder angesetzt. Hierzu zählen das untere Ende des linken Oberarms und zwei Teile des linken Beins unterhalb des Kniegelenks. Inklusive dieser Teile ergibt sich eine Höhe des Torso bis zur Bruchkante des Nackens von 1,02 Meter, der Kopf samt Hals ist 0,19 Meter hoch. Zusammengefügt ergibt sich eine Höhe des Erhaltenen von 1,167 Meter. Der Statue fehlen beide Unterarme, der linke Fuß ab dem Fußgelenk sowie der rechte Unterschenkel. Verloren sind ebenfalls die ehemals gesondert eingelegten Augen. Der Kopf insgesamt ist stärker in Mitleidenschaft gezogen worden und ist an Nase, Kinn und Wangen beschädigt. Die ursprünglich Höhe lässt sich annähernd zu 1,25 Meter rekonstruieren.

## Datierung und Stellung
Der Kritios-Knabe wird ganz überwiegend in die spätarchaisch-frühklassische Zeit, konkret in das Jahrzehnt 490/480 v. Chr. datiert. Grundlage ist vor allem der Zusammenhang mit dem Perserschutt und dessen scheinbar fester Datierung in das Jahr 479 v. Chr. Zudem wird die gut erhaltene, kaum verwitterte Oberfläche als Beweis angeführt, dass die Skulptur nur wenige Jahre im Freien aufgestellt gewesen sein kann.
Die Skulptur steht noch in der Tradition der archaischen Kouroi und stellt einen blonden Jüngling dar, wie Farbreste an den Haaren zeigen. Die Statue aus parischem Marmor wurde als Weihegabe auf der Akropolis, möglicherweise zur Ehrung eines jungen Wettkampf-Siegers, aufgestellt.
Der gleichförmig ausgeformte Lockenansatz belegt, dass die Statue in eine kunsthistorische Übergangszeit gehört, die als Strenger Stil bezeichnet wird. Die Art der Haarbehandlung ist typisch für diese Zeit und lässt sich mit jener des Apoll von Olympia, des Blonden Kopfes von der Akropolis und des Epheben aus dem Museum von Agrigent vergleichen. Die Beine sind nicht mehr, wie bei den archaischen Kouroi – etwa dem monumentalen Sounion-Kouros – üblich, in einer vorgetäuschten Schreithaltung versteift. Vielmehr ruht beim Kritios-Knaben das Körpergewicht auf dem linken Bein als Standbein, während das rechte als Spielbein leicht abgewinkelt ist. Eine deutliche Schrägstellung des Beckens, bei der das Becken aus den orthogonalen Achsen der Komposition tritt, wird jedoch noch nicht hervorgerufen. Hierin ähnelt die Statue dem zeitgleichen Epheben von Agrigent. 
Es wird beim Kritios-Knaben nur angedeutet, was sich wenig später durchsetzen wird: Spätestens mit den Werken des Bildhauers Polyklet wird ab 460 v. Chr. der Gegensatz zwischen Stand- und Spielbein, der sogenannte Kontrapost, eine deutliche Schrägstellung des Beckens bewirken, die sich durch die Gesamtanlagen der Statuen zieht und in der Ponderation, dem Ausgleich von Tragen und Lasten, aufgehoben wird. In der Schule Polyklets wird dieser Ausgleich, der etwa zum Senken der Schulter auf der Seite der gehobenen Hüfte führt, zum Kanon erhoben und bleibt auch für nachfolgende Bildhauerschulen wie die des Praxiteles oder Lysipp vorbildlich. Der Kritios-Knabe leitet die Entwicklung zu dieser Lösung ein, die beim wenig älteren Aristodikos von Anavyssos noch nicht zu erkennen ist.

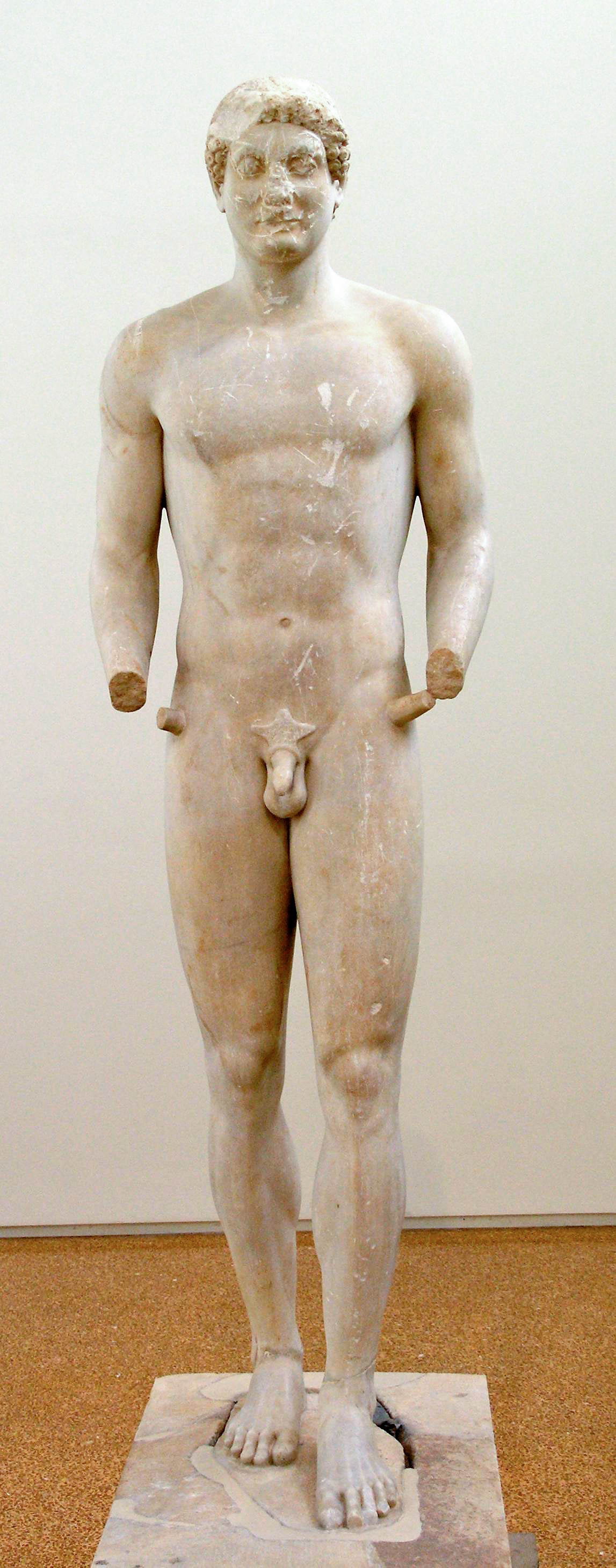
Statue des Aristodikos aus Anavyssos, um 500 v. Chr.; Archäologisches Nationalmuseum Athen (NAMA 3938)
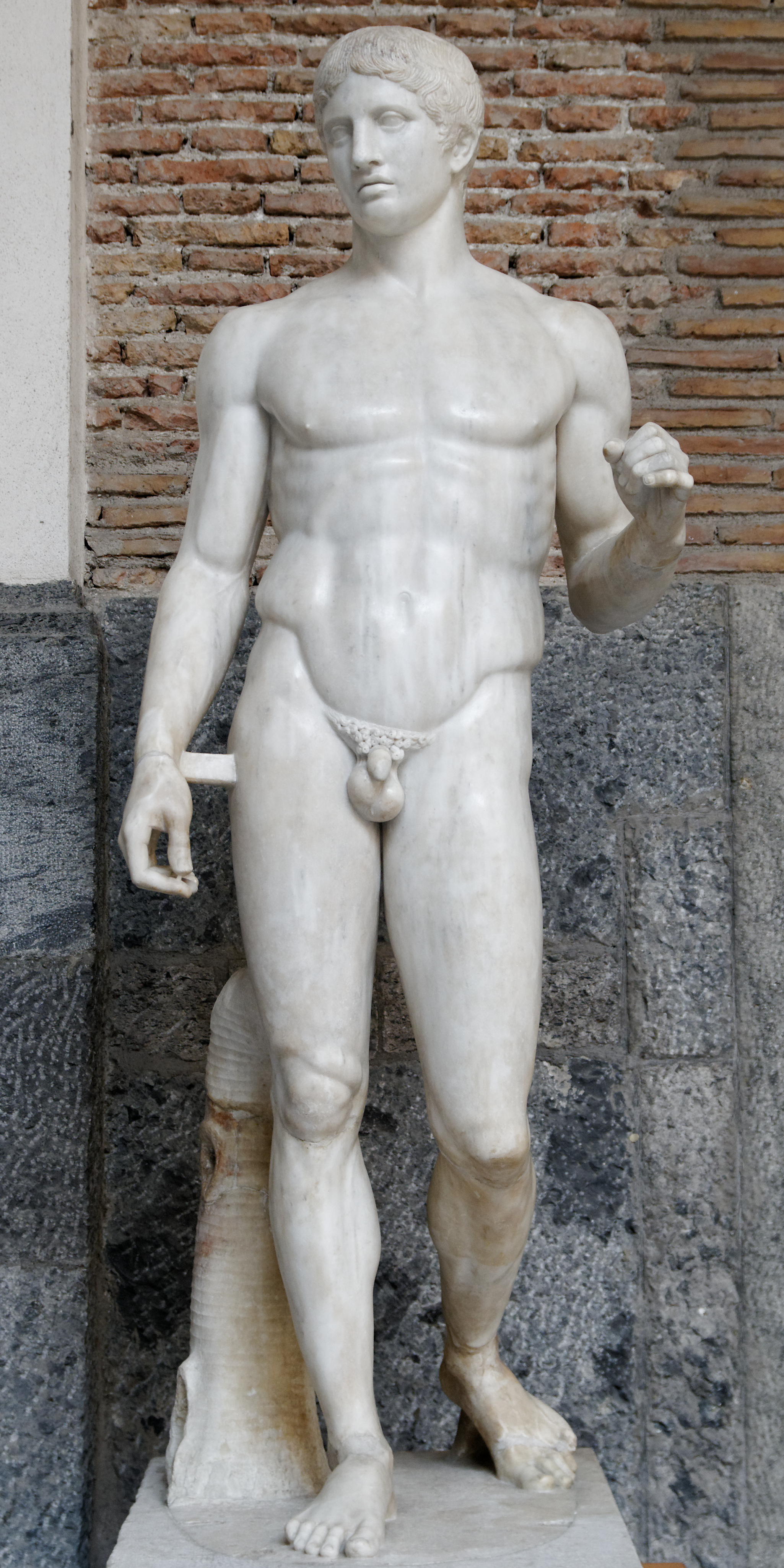
Doryphoros des Polyklet; römische Kopie nach einem Original um 450 v. Chr.; Archäologisches Nationalmuseum Neapel (Inv. 6011)